# The Best of Emerson Lake & Palmer
The Best of Emerson Lake & Palmer, pubblicato nel 1980, è un album compilation del gruppo musicale britannico Emerson, Lake & Palmer.
Prima pubblicazione antologica nella discografia del trio, fu ristampato nel 1994 con alcune tracce aggiuntive.

## Tracce

### Tracce standard
1. Hoedown – 3:46 (musica: Aaron Copland)
2. Lucky Man – 4:38
3. Karn Evil 9, 1st Impression (Part 2) – 4:48
4. Jerusalem – 2:45 (testo: William Blake – musica: Hubert Parry)
5. Peter Gunn – 3:37 (musica: Henry Mancini)
6. Fanfare for the Common Man (single version) – 2:57 (musica: Aaron Copland)
7. Still... You Turn Me On – 2:54
8. Tiger in a Spotlight – 4:35
9. Trilogy – 8:51

### Bonus tracks (solo nell'edizione 2011)
1. Take a Pebble
2. Jeremy Bender
3. Romeo & Juliet
4. The Gambler
5. The Sage
6. From the Beginning
7. Nutrocker

## Tracce (ristampa 1994)
1. From the Beginning – 4:16
2. Jerusalem – 2:44
3. Still... You Turn Me On – 2:53
4. Fanfare for the Common Man (single version) – 2:57
5. Knife-Edge – 5:05
6. Tarkus – 20:35
7. Karn Evil 9, 1st Impression Part 2 – 4:43
8. C'est La Vie – 4:16
9. Hoedown – 3:43
10. Trilogy – 8:53
11. Honky Tonk Train Blues – 3:09
12. Black Moon (single version) – 4:46
13. Lucky Man – 4:37
14. I Believe in Father Christmas (original single version) – 3:30

## Formazione
- Keith Emerson - tastiere
- Greg Lake - basso, chitarra, voce
- Carl Palmer - batteria